# Loud City Song
Loud City Song es el tercer álbum de estudio de la artista americana Julia Holter. Este fue lanzado el 20 de agosto de 2013, por Domino Recording Company. El álbum fue coproducido por Holter y Cole M.G.N., haciéndolo así el segundo proyecto en el que la dupla trabaja en conjunto. Dos sencillos se extrajeron del álbum "World" y "In The Green Wild".

## Escritura y composición
El concepto inicial para Loud City Song surgió durante las sesiones para el álbum anterior de Holter, Ekstasis. La pista "Maxim I" había sido escrita durante dichas sesiones pero Holter sentía que la canción no encajaba en el proyecto. En vez de descartarla, Holter la utilizó como concepto para su posterior álbum.
"Maxim I" fue primariamente inspirada por el musical, Gigi. En particular, Holter tomó inspiración de una escena donde el personaje titular entra en un bar para encontrarse con los otros patrones chismoseando sobre ella. Holter decidió entonces escribir una colección de canciones basadas alrededor de la manera en que tal ruido e interacción, afecta aquellos viviendo en ciudades. En una entrevista con The Quietus sobre el lanzamiento del álbum, Holter declaró que, "Vivimos en un mundo muy ruidoso. No soy una anciana– ¡No lo creo!– Y no soy gruñona sobre el ruido, pero soy curiosa de el. Es muy fácil ubicar un personaje en el mundo de hoy, que este desencantado con el, y quiera escapar, porque el ruido puede ser claustrofóbico"
Las canciones en el álbum exploran este concepto en maneras diferentes. En la pista introductoria y primer sencillo, "World" (Mundo), sigue a un personaje viajando a través de un paisaje urbano por la noche, mientras tranquilamente observa sus habitantes. Holter ha dicho que la pista estaba inspirada en poemas de Frank O'Hara y las películas de Rick Bahto. Ella lo describe como "el viaje de una persona que mira dentro de su ciudad, pensando en cómo se relaciona con ella y reflejando los temas tratados más tarde en el álbum. Es personal e íntimo."
La tercera pista, "Horns Surrounding Me" explora la fascinación de los medios de comunicación con las celebridades y sus extremos más intrusivos. Hablando sobre la canción con Interview, Holter declara que "parece que siempre hay una cultura de las celebridades. En el pasado Incluso había una edición semanal de un diario, del cual hago referencia en las notas del álbum, donde cada semana la cubierta era una ilustración del chisme más actual, intriga, romance, cualquier cosa. Hoy es mucho más extremo y en tu cara—es por eso que el álbum se llama "Canción de la Ciudad Ruidosa" (Loud City Song). Si alguna vez has visto un paparazzi perseguir a una celebridad, es realmente raro. Parece que les van a matar... De eso trata "Horns Surrounding Me". Es asqueroso y aterrador."
Cuarta pista y segundo sencillo, "In the Green Wild" donde el personaje de Holter aprende a soportar las tensiones de vivir dentro de la ciudad. Ella describe la canción como "un escape del mundo opresor, perdiéndose a uno mismo en otro mundo."
El álbum también incluye un cover de Barbara Lewis la canción, "Hello Stranger". Holter Inicialmente había decidido excluir la pista del álbum. En una entrevista con Dummy Mag, aclara por qué cambió su decisión: "no es algo que estaba pensando al principio, pero la razón por la que funciona es porque hay una escena en Gigi donde hay dos ancianos recordando una relación pasada que tuvieron. Y la canción se apellida "Lo Recuerdo Bien", pero el chiste es que no lo recuerdan muy bien. Así que es muy misterioso..."
El álbum concluye con su canción más larga, "City Appearing". Holter la ha descrito como "esta cosa loca y apocalíptica en donde todo el mundo encuentra verdad y amor y la ciudad tiene una orgía. En mi mente había fuego y todo – que las personas se deshacen de sus sombreros, librándose de sus convenciones, sin más conformismo"

## Grabación
Holter había grabado todos sus álbumes por su cuenta. Loud City Song marcó la primera vez decidió grabar en un estudio profesional. Las canciones para el álbum eran todavía compuestas en casa pero una vez que Holter había desarrollado un conjunto de canciones listas a ser grabadas, entra en contacto con el productor Cole M.G.N. para producir el álbum y traer músicos a las sesiones para los arreglos.
Una vez que las canciones habían sido escritas, Holter preparó a los músicos dándoles "instrucciones vagas, verbales en vez de anotadas, todo esto a favor de incluir improvisación de parte de ellos, algo que yo no sería capaz de hacer." Holter ha declarado públicamente cómo la experiencia moldeo su entendiendo del proceso: "antes estaba acostumbrada a trabajar sola y estaba al tanto de ello, pero luego floreció y fue increíble. Pienso que trabajar con esta cantidad de personas va a ser más emocionante en cierta forma, porque hay tanta riqueza en los timbres del saxofón y también el grupo. Realmente se mezcla con los sintetizadores e instrumentos acústicos muy bien."
Holter también utilizó grabaciones al aire libre durante el álbum. La canción "Horns Surrounding Me" abre con "El sonido de un hombre jadeante corriendo", el cual fue capturado usando un micrófono al aire libre. Holter lo había grabado mientras jugaba con un amigo en un edificio donde solía vivir en Echo Park.

## Recepción crítica
Loud City Song fue recibido con aclamación de la crítica. En Metacritic, el álbum ha recibido una puntuación mediana de 88, basado en 30 revisiones. AnyDecentMusic? Le dio un 8.2 de 10, basado en su valoración del consenso crítico. Album Of The Year evaluó el consenso crítico con 85 sobre 100, basado en 26 reseñas.
Heather Phares de AllMusic declaró, "Loud City Song es el trabajo más pulido de Holter a la fecha, y otro ejemplo de cómo ella redefine lo que es ser un cantautor de vanguardia." Rob Hakimian de Beats Per Minute dice, "Loud CIty Song es un verdadero logro para Holter. No hay un gancho en todo el álbum, pero como sea, la riqueza y vividez que llevan las canciones musical y liricamente te engancharan de manera mas efectiva." Alex Robertson de Sputnikmusic declaró, "Este álbum es el sonido de una excelente cantante, compositora, arreglista, y,  argumentaría, pensadora que traduce aquellas cualidades dentro de algunas de las mejores piezas que oirás este año. Loud City Song puede no ser ruidoso, pero el eco que produce es inolvidable." Robin Smith de PopMatters declaró, "es una grabación impresionante para escuchar—las composiciones son aún más bonitas que en Ekstasis, incluso aunque son a menudo más fragmentadas—pero es también una representación aterradora de lo que se siente tener una población en tu cabeza." Lindsay Zoladz de Pitchfork declaró, "Aunque dibuja al pasado distante, Julia Holter hizo una atemporal banda sonora de observar gente: una oda profundamente sentida a los misterios de un millón de extraños caminando, todos estrellas de sus propios musicales."
Adam Kivel de Consequence of Sound declarada "Loud City Song es un excursionismo en conjunto con alguien plenamente capaz de retratar la belleza objetiva de los paisajes, así también como sus propios pensamientos de ellos." Harriet Gibsone de The Guardian declaró, "Hello Stranger", el clásico de soul de Barbara Lewis, obtiene una transformación muy apacible, la cual no encaja; pero cualquier falta se remedia con la conclusión del álbum, "City Appearing"." Laura Snapes de NME dijo, "Esta es música salvaje, un celestial cabaret que absorbe e inquieta." Philip Sherburne de Spin declara, "Como la misma Gigi, es un trabajo de perpetuo de auto-invención, un estado extendido de devenir. Tenle lástima a los curiosos pájaros, porque es imposible dejar de mirarlos."

## Listado de pistas
Todas las canciones escritas por Julia Holter, excepto pista cinco, escrita por Barbara Lewis.

| N.º | Título                         | Duración |  |
| 1.  | «World»                        | 4:52     |  |
| 2.  | «Maxim's I»                    | 6:07     |  |
| 3.  | «Horns Surrounding Me»         | 4:46     |  |
| 4.  | «In the Green Wild»            | 4:07     |  |
| 5.  | «Hello Stranger»               | 6:16     |  |
| 6.  | «Maxim's II»                   | 5:28     |  |
| 7.  | «He's Running Through My Eyes» | 2:18     |  |
| 8.  | «This Is a True Heart»         | 3:30     |  |
| 9.  | «City Appearing»               | 7:16     |  |

## Personal
|  | Musicians - Brian Allen – trombone - Matt Brabier – trombone - Corey Fogel – percussion - Ramona Gonzalez – vocals - Devin Hoff – double bass, fretless bass - Julia Holter – vocals, keyboards - Chris Speed – saxophone - Andrew Tholl – violin - Christopher Votek – chelo | Production and design - Rob Carmichael – design - Kenny Gilmore – assistant engineering - Peter Granet – engineering - Cole Marsden Greif-Neill – mixing, producer - Rick Habto – photography - Julia Holter – producer - David Ives – mastering - Jake Viator – assistant engineering - Yelena Zhelezov – drawing |

|  | Músicos - Brian Allen – trombón - Matt Brabier – trombón - Corey Fogel – percusión - Ramona Gonzalez – voces - Devin Hoff – doble base, base fretless - Julia Holter – voces, teclados - Chris Speed – saxofón - Andrew Tholl – violín - Christopher Votek – chelo | Producción y diseño - Rob Carmichael – diseño - Kenny Gilmore – asistente de ingeniero - Peter Granet – ingeniero - Cole Marsden Greif-Neill – mezcla, producción - Rick Habto – fotografía - Julia Holter – productor - David Ives – masterización - Jake Viator – asistente de ingeniero - Yelena Zhelezov – dibujo |

| Gráfico (2013)                          | Peakposition |
| --------------------------------------- | ------------ |
| Bélgica (Ultratop flamenca)             | 60           |
| Bélgica (Ultratop valona)               | 140          |
| Países Bajos (Album Top 100)            | 91           |
| Noruega (VG-lista)                      | 20           |
| Suiza (Schweizer Hitparade)             | 88           |
| Álbumes de Reino Unido (OCC)            | 103          |
| Estados Unidos (Top Heatseekers Albums) | 19           |